# あたしの街、明日の街
「あたしの街、明日の街」（あたしのまち あしたのまち）は、日本の歌手・高橋瞳の9枚目のシングル。2008年6月4日にgr8! recordsから発売された。

## 解説
2ndアルバム『Bamboo Collage』から約7ヶ月半ぶりの新作であり、2008年唯一のリリース作品。また、高橋の高校卒業後最初の作品でもある。
TAKUYAがプロデュースしていない作品は、シングルでは「青空のナミダ」以来6作品ぶりとなる。初回版はアニメ『図書館戦争』特製ワイドキャップステッカー仕様となっている。

## 収録曲
| 全作詞:高橋瞳、全作曲・全編曲: 平出悟。 | |       |            |      |
| #                                       | タイトル                                                                                           | 作詞  | 作曲・編曲 | 時間 |
| 1.                                      | 「あたしの街、明日の街」(フジテレビ系「ノイタミナ」枠テレビアニメ『図書館戦争』オープニングテーマ) |       |            | 4:49 |
| 2.                                      | 「mother's car」(NHKBS2『デジタル・スタジアム』エンディングテーマ)                                 |       |            | 4:25 |
| 3.                                      | 「ミス・レイディ」                                                                                 |       |            | 3:39 |
| 合計時間:                               | 合計時間:                                                                                          | 12:55 |            |      |